# ウィリアムズ郡 (オハイオ州)
座標: 北緯41度33分 西経84度34分 / 北緯41.550度 西経84.567度
ウィリアムズ郡（英: Williams County）は、アメリカ合衆国オハイオ州にある郡。2005年の推定人口は38,688人で、郡庁所在地はブライアン（Bryan）である。
郡名は、アメリカ独立戦争でジョン・アンドレを捕らえたうちの1人のデイビッド・ウィリアムズに因んで名づけられた。

## 歴史
ウィリアムズ郡は1820年4月1日に組織された。

## 地理
アメリカ合衆国国勢調査局によると、この郡は総面積1,096 km2 （423 mi2）である。このうち1,092 km2 （422 mi2）が陸地で、3 km2 （1 mi2）が水地域である。総面積の0.31%が水地域となっている。

### 隣接する郡
- ヒルズデール郡 (ミシガン州)（北）
- フルトン郡（東）
- ヘンリー郡（南東）
- デファイアンス郡（南）
- デカルブ郡 (インディアナ州)（南西）
- スチューベン郡 (インディアナ州)（北西）

## 人口動静

2000人口ピラミッド

2000年国勢調査で、この郡は39,188人、15,105世帯、及び10,664家族が暮らしている。人口密度は36/km2 （93/mi2）で、15/km2 （38/mi2）の平均的な密度に16,140軒の住居が建っている。この郡の人種的構成は白人96.51%、アフリカン・アメリカン0.72%、先住民0.23%、アジア系0.52%、太平洋諸島系0.01%、その他の人種1.19%、及び混血0.83%で、人口の2.68%がヒスパニックまたはラテン系である。人口のうち43.6%がドイツ系、17.7%がアメリカ系、8.1%がイングランド系、5.8%がアイルランド系移民の子孫である。
15,105世帯のうち、33.30%は18歳未満の子供と暮らしており、57.50%は夫婦で生活している。9.00%は未婚の女性が世帯主であり、29.40%は家族以外の住人と同居している。24.90%は独身の居住者が住んでおり、10.50%は65歳以上で独居である。1世帯あたりの平均人数は2.52人であり、家庭の場合は3.00人である。
郡内の住民は26.20%が18歳未満の未成年、18歳以上24歳以下が8.30%、25歳以上44歳以下が28.70%、45歳以上64歳以下が22.90%、及び65歳以上が13.90%にわたっている。中央値年齢は37歳である。女性100人ごとに対して男性は98.70人いて、18歳以上の女性100人ごとに対して男性は96.40人いる。
この郡の世帯ごとの平均的な収入は40,735米ドルであり、家族ごとでは47,398米ドルである。男性の33,476米ドルに対して女性は22,136米ドルの平均的な収入がある。この郡の一人当たりの収入（per capita income）は18,441米ドルである。人口の6.00%及び家族の3.90%は貧困線以下である。18歳未満の6.20%及び65歳以上の6.90%は貧困線以下の生活を送っている。

## コミュニティー

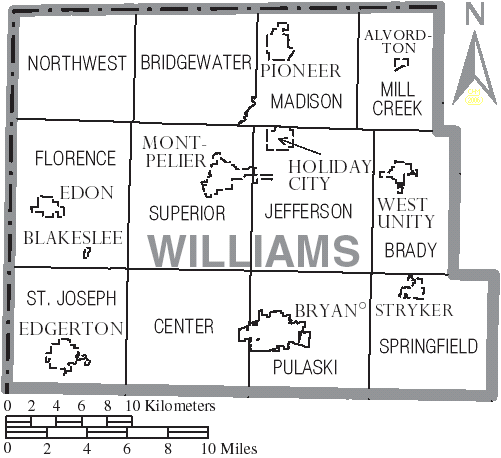
ウィリアムズ郡のコミュニティー及び郡区。

都市
- ブライアン（en:Bryan, Ohio）

村
- ブレイクスリー（en:Blakeslee, Ohio）
- エドガートン（en:Edgerton, Ohio）
- イードン（en:Edon, Ohio）
- ホリデイ・シティ（en:Holiday City, Ohio）
- モントピリア（en:Montpelier, Ohio）
- パイオニア（en:Pioneer, Ohio）
- ストライカー（en:Stryker, Ohio）
- ウエスト・ユニティ（en:West Unity, Ohio）

郡区
- ブレイディ（en:Brady Township, Williams County, Ohio）
- ブリッジウォーター（en:Bridgewater Township, Williams County, Ohio）
- センター（en:Center Township, Williams County, Ohio）
- フローレンス（en:Florence Township, Williams County, Ohio）
- ジェファーソン（en:Jefferson Township, Williams County, Ohio）
- マディソン（en:Madison Township, Williams County, Ohio）
- ミル・クリーク（en:Mill Creek Township, Williams County, Ohio）
- ノースウエスト（en:Northwest Township, Williams County, Ohio）
- プラスキ（en:Pulaski Township, Williams County, Ohio）
- セント・ジョセフ（en:St. Joseph Township, Williams County, Ohio）
- スプリングフィールド（en:Springfield Township, Williams County, Ohio）
- スペリオル（en:Superior Township, Williams County, Ohio）

非法人化コミュニティー
- アインジャー（Ainger）
- アルヴォードトン（en:Alvordton, Ohio）
- ベルリン（en:Berlin, Williams County, Ohio）
- ブリッジウォーター・センター（Bridgewater Center）
- コロンビア（Columbia）
- クーニー（Cooney）
- フランクリン・ジャンクション（Franklin Junction）
- ハロック（Hallock）
- ヘイマー（Hamer）
- ヒルクレスト（Hillcrest）
- クンクル（en:Kunkle, Ohio）
- ロック・ポート（Lock Port）
- メルバーン（en:Melbern, Ohio）
- ミーナ（Mina）
- ネトル・レイク（Nettle Lake）
- ウエスト・ジェファーソン（West Jefferson）
- ウィリアムズ・センター（en:Williams Center, Ohio）